# Tokyo Ghoul: re Call to Exist
Tokyo Ghoul: re Call to Exist — компьютерная игра в жанре survival-action, разработанная студией Three Rings и изданная Bandai Namco Entertainment на платформах Windows и PlayStation 4 в ноябре 2019 года. Игра основана на манге Суи Исида «Токийский гуль» и «Токийский гуль: re».

## Игровой процесс
Tokyo Ghoul: re Call to Exist — симулятор выживания от третьего лица. Игрок выбирает сторону — гулей и следователей, — и может играть за таких персонажей, как Хайсе Сасаки, Кен Канеки, Котаро Амон, Кишо Арима, Тоука Киришима и Шу Цукияма. Tokyo Ghoul поддерживает сетевой режим игры.

## Разработка и выход
Игра была разработана студией Three Rings и основывается на манге Суи Исида «Токийский гуль» (2011—2014) и «Токийский гуль: re» (2014—2018).
Изначально выпуск был назначен на 2018 год, однако был отложен из-за некачественного состояния игры. 14 ноября 2019 года игра вышла на PlayStation 4 в Японии, а днём позже на PlayStation 4 и Microsoft Windows в остальном мире. Издателем выступила Bandai Namco Entertainment.

## Критика
| Сводный рейтинг | Сводный рейтинг |
| Агрегатор       | Оценка          |
| --------------- | --------------- |
| Metacritic      | PS4: 58/100     |

Tokyo Ghoul: re Call to Exist получила смешанные отзывы критиков, средний балл игры на сайте-агрегаторе Metacritic составляет 58 из 100 на основе четырёх рецензий.
За первую неделю после выпуска в Японии было продано около 4500 физических копий игры, что сделало Tokyo Ghoul: re Call to Exist пятнадцатой самой продаваемой игрой за этот период; на вторую неделю игра не вошла в топ-30 самых продаваемых игр по данным журнала Famitsu.